# Castianeira badia
Castianeira badia är en spindelart som först beskrevs av Simon 1877.  Castianeira badia ingår i släktet Castianeira och familjen flinkspindlar.
Artens utbredningsområde är Spanien. Inga underarter finns listade.